# Zur Freundschaft und Beständigkeit

Innenansicht des Logentempels

Die Freimaurerloge Zur Freundschaft und Beständigkeit in Basel ist eine traditionelle, reguläre und von der Grossloge Englands anerkannte Freimaurerloge. Sie ist Mitglied der Schweizerischen Grossloge Alpina und untersteht schweizerischem Recht. Ihre Ziele sind die Pflege der Freundschaft, die Entwicklung der Persönlichkeit ihrer Mitglieder und die Förderung der Menschlichkeit in der Gesellschaft.

## Geschichte
Im 18. Jahrhundert wurden in Basel nacheinander drei verschiedene Logen gegründet, die aber als Folge von Kriegen, der Revolution und anderen Gründen wieder aufgelöst wurden  (1744: „Zur Eintracht“, 1768: „Zur Freiheit“, 1778: „Zur vollkommenen Freundschaft“).
1808 wurde die Loge „Zur Freundschaft und Beständigkeit“ gegründet. Sie hiess zuerst „Amité et Constance“ und arbeitete unter der Aufsicht Napoleons  die ersten drei Jahre in französischer Sprache. Ende 1808 umfasste die Loge 34 Mitglieder, mehrheitlich Kaufleute sowie Mitglieder bekannter Basler Familien und Politiker. Unter der Leitung des Bürgermeisters und Landammanns Peter Burckhardt ging man zur deutschen Sprache über. Die Loge hiess fortan „Zur Freundschaft und Beständigkeit“.

1844 wurde die Schweizerische Grossloge Alpina gegründet. Eine der treibenden Kräfte war der Meister vom Stuhl der Loge „Zur Freundschaft und Beständigkeit“, Professor Karl Gustav Jung, Grossvater des bekannten Psychologen. 1850–1856 war er Grossmeister der Grossloge.  

Logenabzeichen

Das 19. Jahrhundert war eine Zeit wichtiger gesellschaftlicher und weltanschaulicher Veränderungen. Die Trennung von Basel-Land und Basel-Stadt in zwei Halbkantone und der Sonderbundskrieg von 1848 sind dafür Beispiele. Sie beeinflussten die Freimaurerei und damit auch die Loge „Zur Freundschaft und Beständigkeit“.  Die Logenbrüder fanden aber immer einen Weg, indem sie sich an den humanitären Zielen der Freimaurerei orientierten.
1937, als der National-Sozialismus Europa bedrohte, lehnte das Schweizer Volk eine Initiative für ein Verbot der Freimaurerei in der Schweiz deutlich ab.  Kurt von Sury, Mitglied der Loge „Zur Freundschaft und Beständigkeit“ und in jener Zeit Grossmeister der Grossloge Alpina, vertrat erfolgreich die Interessen der Freimaurerei in der Schweiz.
Die Loge „Zur Freundschaft und Beständigkeit“ ist die Mutterloge verschiedener weiterer Basler Tochterlogen wie z. B. der Freimaurerlogen „Zum Fels am Rhein“, „Osiris“ oder „Pantha Rhei“.

### Persönlichkeiten
Wichtige Persönlichkeiten, die das Logenleben prägten:
- Heinrich Boos (Historiker)
- Friedrich Brenner (Psychiater)
- Peter Burckhardt (Landammann)
- Ludwig de Wette (Arzt)
- Franz Carl Endres (Historiker, Schriftsteller)
- Emil Frey (Bundesrat, Offizier im amerikanischen Bürgerkrieg)
- Gottlieb Imhof (Lehrer, Leiter der Schweizerischen Lehrfilmstelle in Basel und der Europäischen Lehrfilmkammer)
- Karl Gustav Jung (Arzt)
- Gustav Kelterborn (Architekt)
- Daniel Merian
- Felix Sarasin (Textilfabrikant, Politiker)
- Kurt von Sury (Psychiater)
- Fritz Uhlmann (Arzt, Pharmakologe)
- Wilhelm Wackernagel (Schriftsteller, Germanist, Kunst- und Kulturhistoriker)

## Das Logenhaus

Logenhaus "Zum neuen Venedig"

Tagungsort war zuerst das Hospiz der St. Johanniterritter, genannt „Klösterli“. 1824 wurde am Schlüsselberg im Zentrum der Stadt die Liegenschaft „Zum Venedig“ gekauft, umgebaut und als Logenhaus eingeweiht. Im Lauf der Zeit wurde es zu klein, sodass 1889 am Byfangweg ein neues, grösseres Logenhaus „Zum neuen Venedig“ mit Garten und Kegelbahn gebaut wurde. Der Architekt war Gustav Kelterborn.

## Freimaurerische Sozialwerke
An folgenden Sozialwerken haben sich die Mitglieder der Loge „Zur Freundschaft und Beständigkeit“ nennenswert beteiligt. Verschiedene dieser Organisationen gründeten wiederum weitere Sozialwerke. Einige gingen später in staatliche Organisationen über.
- Pestalozzi-Gesellschaft Basel, Gründungs- und Vorstandsmitglieder
- Alters- und Pflegeheim „Humanitas“ in Riehen (Schweiz)
- Anstalt zur Hoffnung, Riehen (Schweiz)
- Anatomisches Museum Basel
- Gesellschaft für das Gute und Gemeinnützige (GGG)
- Basler Brockenhaus
- Verein Gute Schriften
- Handwerkerschule
- Ärztliche Witwen- und Waisenkasse
- Sozialwerke im Kanton Basel-Land
- Stiftung der Freimaurerloge Zur Freundschaft und Beständigkeit
- Diverse Fonds und Legate